# Gázexportáló Országok Fóruma
A Gázexportáló Országok Fóruma, angol elnevezéssel Gas Exporting Countries Forum, rövidítve GECF a világ vezető földgáz-kitermelő országai által 2001-ben, Teheránban létrehozott szervezet. Sem alapszabálya, sem alapító okirata nincsen.
A szervezetnek nincs kialakult, formális tagsági rendszere. A fórum munkájában rendszeresen résztvevő, állandó tagnak tekinthető országok Algéria, Brunei, Egyenlítői Guinea, Egyesült Arab Emírségek, Egyiptom, Indonézia, Irán, Katar, Malajzia, Nigéria, Oroszország, Trinidad és Tobago és Venezuela. A fórum miniszteri szintű találkozóin eseti jelleggel képviseltette magát Bolívia, Líbia, Omán és Türkmenisztán. Norvégia megfigyelői státusszal rendelkezik.
A szervezet tagállamai évente egy alkalommal tartanak miniszteri szintű tanácskozást. A teheráni alakuló ülést követően, 2002-ben Algírban, 2003-ban Dohában, 2004-ben Kairóban, 2005-ben Port of Spainben, 2007-ben ismét Dohában rendezték meg a szervezet tanácskozását. A 2006-os rendezvényt eredetileg Caracasba tervezték, de elhalasztották, majd a következő évben Dohábant tartották meg. A következő tanácskozásra 2008-ban került sor Moszkvában.